# Michael Nordberg

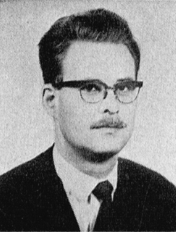
Michael Nordberg

Michael Nordberg, född 10 april 1930 i Stockholm, död 11 juli 2016, var en svensk historiker, författare och översättare.
Michael Nordberg var son till konstnären Torsten Nordberg. Nordberg inledde sina akademiska studier med att vid Uppsala universitet läsa fornpersiska för H.S. Nyberg. Efter att ha tillbringat flera år i Frankrike disputerade Nordberg 1964 vid Uppsala universitet med en doktorsavhandling om fransk medeltid: Les ducs et la royauté. Mellan 1964 och 1995 var Nordberg docent och universitetslektor i historia vid Stockholms universitet. 
I boken Den dynamiska medeltiden kritiserade Nordberg den schablonmässigt dystra bilden av medeltiden och lyfte i stället fram  tidevarvet som en dynamisk tid av förändringar och intellektuellt framåtskridande. Nordbergs bok om islams historia (Profetens folk) erövrade en stor läsekrets. Renässansmänniskan nominerades 1993 till Augustpriset. Vid sidan av det egna författarskapet översatte han Erasmus av Rotterdams Dårskapens lov. Michael Nordberg var från 1976 bosatt i Tungelsta i Haninge kommun.

## Priser och utmärkelser
- 1997 – Hertig Karls pris
- 2000 – John Landquists pris